# Stefan Kraxner
Stefan Kraxner (* 29. Januar 1971 in Hamburg) ist ein deutscher Politiker der CDU und ehemaliges Mitglied der Hamburgischen Bürgerschaft.

## Leben
Stefan Kraxner machte 1991 sein Fachabitur und es folgte von August 1992 bis Januar 1995 eine Ausbildung zum Industriekaufmann bei Philips Medizin Systeme GmbH in Hamburg. Im Januar 1995 legte er dort seine Abschlussprüfung ab.
Von März 1995 bis Februar 1999 absolvierte er ein Studium der Betriebswirtschaftslehre in Lüneburg mit dem Abschluss zum Diplom-Kaufmann. Nach dem Studium folgte von Oktober 1997 bis September 1999 eine Stelle als Wissenschaftlicher Mitarbeiter eines Bürgerschaftsabgeordneten. Von 1999 bis 2001 war er Consultant bei der Pricewaterhouse Coopers Unternehmensberatung GmbH. Im Januar 2002 wurde er bis Februar 2003 Persönlicher Referent des Präses der Behörde für Wirtschaft und Arbeit. Es folgten die beiden Stellen im Jahre 2003 als Angestellter im Referat AST 1 „Allgemeine Strukturpolitik“ (Abt. Strukturpolitik) und als Asienreferent im Außenwirtschaftsreferat der Behörde für Wirtschaft und Arbeit.
Nachdem er sein Mandat in der Bürgerschaft niedergelegt hatte, ging Kraxner zur Unternehmensberatung Booz Allen Hamilton nach Abu Dhabi und wechselte später in das Büro für Wettbewerbsfähigkeit des Ministeriums für wirtschaftliche Entwicklung in Abu Dhabi.

## Politik
Stefan Kraxner trat 1988 in die Junge Union Hamburg ein und ein Jahr später wurde er Mitglied in der CDU-Hamburg. Von 1991 bis 1995 war er Bezirksvorsitzender der Jungen Union Alstertal 1995–1998 Stellvertretender Landesvorsitzender der Organisation. Dort folgten von 1997 bis 1999 die Mitgliedschaft in der Internationalen Kommission und von 1998 bis 2001 der Landesvorsitz.
Seit 1994 stellvertretender Ortsvorsitzender der CDU-Alstertal und seit 1996 Mitglied im CDU-Kreisvorstand Wandsbek Es folgte die Mitgliedschaft ab 1998 Mitglied im CDU-Landesvorstand. Er saß zudem von 1991 bis 1997 im Ortsausschuss Alstertal und von 1997 bis 2002 in der Bezirksversammlung Wandsbek. Dort war er Fachsprecher für den Bereich Wirtschaft.
Vom 17. Februar 2003 bis 31. Oktober 2007 war er Mitglied der Hamburgischen Bürgerschaft. Dort saß er für seine Fraktion im Europaausschuss und Wissenschaftsausschuss. Zudem war er Mitglied des Parlamentarischen Untersuchungsausschuss (PUA) Informationsweitergabe. Er war Fachsprecher für Internationale Politik (Schwerpunkt Amerika).